# KNVB Beker 1974/75
De 57ste editie van de KNVB Beker kende FC Den Haag als winnaar. Het was de eerste keer dat de club de beker in ontvangst nam. FC Den Haag versloeg FC Twente '65 in de finale.

## Eerste ronde
| Datum          | Wedstrijd                        | Uitslag                    | Scoreverloop |
| -------------- | -------------------------------- | -------------------------- | --- |
| 5 oktober 1974 | Germanicus – Volendam            | 1 – 2 (1 – 0)              | 31' Herman Vloedgraven 1-0, 51' Dick Bond (pen) 1-1, 73' Jan Karsten 1-2 |
| 5 oktober 1974 | PEC Zwolle – Spakenburg          | 2 – 0 (0 – 0)              | 59' Herman Heskamp (p) 1-0, 73' Herman Heskamp 2-0 |
| 5 oktober 1974 | FC Vlaardingen '74 – Huizen      | 1 – 0 n.v.                 | 115' Anton Huijer 1-0 |
| 5 oktober 1974 | IJsselmeervogels – Limburgia     | 1 – 0 (0 – 0)              | 62' Jaan de Graaf 1-0 |
| 6 oktober 1974 | SC Amersfoort – Eindhoven        | 2 – 1 (1 – 1)              | 12' Jaap van Pelt 1-0, 26' Lambert Kreekels (pen) 1-1, 88' Chris Bruinen (e.d.) 2-1 |
| 6 oktober 1974 | SC Cambuur – Willem II           | 2 – 2 n.v. (1 – 1) (1 – 0) | 26' Cees van den Berg 0-1, 86' Thomas Haan 1-1, 107' Hans Bleijenberg 2-1, 119' Cees van den Berg 2-2 SC Cambuur wint na strafschoppen                                                                            |
| 6 oktober 1974 | FC Dordrecht – SVV               | 2 – 1 (1 – 1)              | 12' Dick Hoogmoed 1-0, 29' Rinus Steenbergen 1-1, 83' Dick Hoogmoed (pen) 2-1 |
| 6 oktober 1974 | Heerenveen – Fortuna SC          | 1 – 1 n.v. (1 – 1) (1 – 0) | 35' Nikola Golijanin 1-0, 65' Leo Ehlen 1-1 Fortuna SC wint na strafschoppen |
| 6 oktober 1974 | Helmond Sport – Elinkwijk        | 1 – 0 (1 – 0)              | 26' Miroslav Vardić 1-0 |
| 6 oktober 1974 | SC Heracles '74 – Quick Nijmegen | 7 – 2 (5 – 0)              | 21' Jan Veneberg 1-0, 23' Gerrit Westerhof 2-0, 33' Gerrit Westerhof 3-0, 38' Henk Schepers 4-0, 42' Hans Polko 5-0, 46' Hans Polko (pen) 6-0, 69' Henk Schepers 7-0, 72' Jan van Hemert 7-1, 73' Stef Egging 7-2 |
| 6 oktober 1974 | Hermes DVS – FC Den Bosch '67    | 1 – 1 n.v. (1 – 1) (1 – 0) | 28' Leo Ouwens 0-1, 61' Ger Bakkes (pen) 1-1 Hermes DVS wint na strafschoppen |
| 6 oktober 1974 | N.E.C. – FC Groningen            | 2 – 3 n.v. (2 – 2) (0 – 2) | 23' Peter Eimers 0-1, 24' Henk Oosterwold 0-2, 54' Herman Gerdsen 1-2, 81' Piet Kamps 2-2, 102' Peter Eimers 2-3                                                                                                  |
| 6 oktober 1974 | RBC – SC Veendam                 | 1 – 0 n.v.                 | 96' Fred Gillissen 1-0 |
| 6 oktober 1974 | FC VVV – Vitesse                 | 5 – 1 (2 – 0)              | 30' Mikan Jovanović 1-0, 42' Mikan Jovanović 2-0, 49' Kees Jansen 3-0, 71' Mikan Jovanović 4-0, 83' Willy Veenstra (pen) 4-1, 85' Mikan Jovanović (pen) 5-1                                                       |

## Tweede ronde
| Datum            | Wedstrijd                         | Uitslag                      | Scoreverloop |
| ---------------- | --------------------------------- | ---------------------------- | --- |
| 23 november 1974 | IJsselmeervogels – SC Amersfoort  | 4 – 1 (3 – 1)                | 10' Jaap van Pelt 0-1, 10' Jan Zwaan 1-1, 40' Jan Vedder 2-1, 42' Han Brugman 3-1, 75' Jan Zwaan 4-1                                                                           |
| 24 november 1974 | Ajax – Helmond Sport              | 8 – 0 (3 – 0)                | 2' Ruud Geels 1-0, 28' Jan Mulder 2-0, 35' Ruud Geels (pen) 3-0, 50' Ruud Geels 4-0, 55' Arnold Mühren (pen) 5-0, 70' Willy Brokamp 6-0, 85' Johnny Rep 7-0, 87' Arie Haan 8-0 |
| 24 november 1974 | AZ "67 – FC VVV                   | 2 – 0 (0 – 0)                | 85' Sem Wokke 1-0, 88' Kees Kist 2-0 |
| 24 november 1974 | FC Den Haag – SC Cambuur          | (1 – 1) n.v. (1 – 1) (1 – 1) | 27' Thomas Haan 0-1, 28' Henk van Leeuwen 1-1 FC Den Haag wint na strafschoppen                                                                                                |
| 24 november 1974 | FC Dordrecht – Sparta             | 1 – 2 (1 – 1)                | 28' Ger van Kuyk 1-0, 34' Hans Venneker 1-1, 69' Arne Skipper 1-2 |
| 24 november 1974 | Excelsior – SC Heracles '74       | 0 – 1 (0 – 0)                | 62' Hannes Lalopua 0-1 |
| 24 november 1974 | Fortuna SC – FC Twente '65        | 1 – 2 (1 – 0)                | 19' Wim Bohnen 1-0, 74' Jan Jeuring 1-1, 86' Johan Zuidema 1-2 |
| 24 november 1974 | Go Ahead Eagles – FC Utrecht      | 0 – 1 (0 – 1)                | 11' Leo van Veen 0-1 |
| 24 november 1974 | Haarlem – De Graafschap           | 3 – 1 (2 – 1)                | 2' Cor Pot 1-0, 19' Carry Steinvoort 1-1, 40' Cor Pot 2-1, 55' Cor Pot 3-1 |
| 24 november 1974 | MVV – Feyenoord                   | 1 – 2 (0 – 1)                | 8' Jørgen Kristensen 0-1, 54' Jan Streuer 1-1, 62' Lex Schoenmaker 1-2 |
| 24 november 1974 | RBC – PSV                         | 0 – 4 (0 – 2)                | 16' Ralf Edström 0-1, 40' Willy van der Kuijlen 0-2, 57' Ralf Edström 0-3, 75' Harry Lubse 0-4                                                                                 |
| 24 november 1974 | Roda JC – FC Amsterdam            | 2 – 1 (1 – 1)                | 2' Dick Nanninga 1-0, 17' Rob Bianchi 1-1, 62' Dick Nanninga 2-1 |
| 24 november 1974 | Telstar – Hermes DVS              | 2 – 0 (2 – 0)                | 17' Wietze Couperus 1-0, 27' Jos Jonker (pen) 2-0 |
| 24 november 1974 | FC Vlaardingen '74 – FC Groningen | 1 – 2 (1 – 1)                | 10' Ab Gritter 0-1, 17' Jan Roodbol 1-1, 58' Hugo Hovenkamp 1-2 |
| 24 november 1974 | Volendam – NAC                    | 2 – 1 (0 – 1)                | 7' Felix Muller 0-1, 71' Jack Jonk 1-1, 88' Nico Mol 2-1 |
| 24 november 1974 | Wageningen – PEC Zwolle           | 5 – 1 (1 – 1)                | 12' Klaas Drost 0-1, 38' Arno Wellerdieck 1-1, 48' Rini Block 2-1, 72' Jan Groenendijk 3-1, 74' Jan Menting 4-1, 84' Jan Groenendijk 5-1                                       |

## Derde ronde
| Datum            | Wedstrijd                       | Uitslag                    | Scoreverloop |
| ---------------- | ------------------------------- | -------------------------- | --- |
| 28 december 1974 | IJsselmeervogels – FC Groningen | 2 – 1 (2 – 0)              | 24' Jan Zwaan 1-0, 26' Jan Vedder 2-0, 80' Bjarne Jensen 2-1 |
| 29 december 1974 | SC Heracles '74 – Ajax          | 4 – 2 n.v. (2 – 2) (0 – 0) | 57' Johnny Rep 0-1, 64' Warry Grobben 1-1, 65' Willy Brokamp 1-2, 72' Hannes Lalopua 2-2, 108' Gerrit Westerhof 3-2, 115' Hans Polko 4-2                                                                      |
| 29 december 1974 | Volendam – Haarlem              | 3 – 1 (1 – 0)              | 11' Peter Feteris 0-1, 46' Jan Bond 1-1, 61' Jan Karsten 2-1, 65' Jan Bond 3-1 |
| 8 februari 1975  | FC Twente '65 – Feyenoord       | 2 – 0 (1 – 0)              | 25' Johan Zuidema 1-0, 70' Kick van der Vall 2-0 |
| 9 februari 1975  | AZ '67 – Telstar                | 8 – 1 (3 – 0)              | 32' Theo Vonk 1-0, 39' Bobby Vosmaer 2-0, 45' Kristen Nygaard 3-0, 56' Kees Kist 4-0, 61' Kristen Nygaard 5-0, 68' Rob Meijster 6-0, 81' Kristen Nygaard 7-0, 86' Dick Helling 7-1, 88' Gerard Vredenburg 8-1 |
| 9 februari 1975  | FC Den Haag – Roda JC           | 0 – 0 n.v.                 | FC Den Haag wint opnieuw na strafschoppen |
| 9 februari 1975  | Sparta – FC Utrecht             | 2 – 1 (1 – 1)              | 28' Bert Jansen 1-0, 35' Henk Wery 1-1, 73' Arnold (Nol) Heijerman 2-1 |
| 9 februari 1975  | Wageningen – PSV                | 3 – 2 (2 – 1)              | 29' Willy van de Kerkhof 0-1, 31' Uwe Blotenberg 1-1, 34' Jan Groenendijk 2-1, 51' Jan Menting 3-1, 66' René van de Kerkhof (pen) 3-2                                                                         |

## Kwartfinales
| Datum         | Wedstrijd                    | Uitslag                    | Scoreverloop |
| ------------- | ---------------------------- | -------------------------- | --- |
| 12 maart 1975 | FC Den Haag – Sparta         | 1 – 0 (0 – 0)              | 85' Tscheu La Ling 1-0 |
| 12 maart 1975 | FC Twente '65 – Volendam     | 4 – 0 (3 – 0)              | 3' Jan Jeuring 1-0, 37' Frans Thijssen 2-0, 42' Jan Jeuring 3-0, 48' Johan Zuidema 4-0                                       |
| 12 maart 1975 | Wageningen – SC Heracles '74 | 2 – 1 (0 – 0)              | 74' Hans Polko 0-1, 84' Arno Wellerdieck 1-1, 89' Piet Hamberg 2-1                                                           |
| 13 maart 1975 | AZ '67 – IJsselmeervogels    | 2 – 2 n.v. (2 – 2) (0 – 2) | 23' Jan Vedder 0-1, 30' Jaan de Graaf 0-2, 47' Kees Kist 1-2, 63' Ruud Suurendonk 2-2 IJsselmeervogels wint na strafschopeen |

## Halve finales
IJsselmeervogels was de eerste amateurclub in de halve finale van de KNVB Beker, sinds de invoering van het profvoetbal in 1954. En de derde club van het derde niveau in de halve finale na de tweede divisionisten N.E.C. en Alkmaar '54 in 1963. 
| Datum                                 | Wedstrijd                        | Uitslag       | Scoreverloop |
| ------------------------------------- | -------------------------------- | ------------- | --- |
| 16 april 1975 terrein FC Utrecht      | FC Den Haag – Wageningen         | 1 – 0 (1 – 0) | 43' Aad Mansveld 1-0 |
| 16 april 1975 terrein Go Ahead Eagles | IJsselmeervogels – FC Twente '65 | 0 – 6 (0 – 2) | 3' Frans Thijssen 0-1, 37' Kick van der Vall 0-2, 53' Frans Thijssen 0-3, 66' Johan Zuidema 0-4, 69' Johan Zuidema 0-5, 84' Theo Pahlplatz 0-6 |

## Finale
|                               |                      |               |               |                                                                                |
| 15 mei 1975 Finale KNVB Beker | FC Den Haag-ADO      | 1 – 0 (0 – 0) | FC Twente '65 | Stadion Feijenoord, Rotterdam Toeschouwers: 21.000 Scheidsrechter: Frans Derks |
| 15 mei 1975 Finale KNVB Beker | Henk van Leeuwen 67' |               |               | Stadion Feijenoord, Rotterdam Toeschouwers: 21.000 Scheidsrechter: Frans Derks |

| FC Den Haag-ADO |  |                    |                           |
|                 |  |                    |                           |
| DM              |  | Ton Thie           |                           |
|                 |  | Leo de Caluwé      |                           |
|                 |  | Aad Mansveld       |                           |
|                 |  | Simon van Vliet    |                           |
|                 |  | Joop Korevaar      |                           |
|                 |  | Rob Ouwehand       |                           |
|                 |  | Dojčin Perazić     |                           |
|                 |  | Aad Kila           |                           |
|                 |  | Hans Bres          | Werd van het veld gehaald |
|                 |  | Henk van Leeuwen   |                           |
|                 |  | Martin Jol         |                           |
| Wisselspeler:   |  |                    |                           |
|                 |  | Barend van Hijkoop | Werd in het veld gebracht |
| Trainer:        |  |                    |                           |
| Vujadin Boškov  |  |                    |                           |

| FC Twente '65 |  |                   |                           |
|               |  |                   |                           |
| DM            |  | Volkmar Groß      |                           |
|               |  | Kees van Ierssel  |                           |
|               |  | Epi Drost         |                           |
|               |  | Niels Overweg     |                           |
|               |  | Kalle Oranen      |                           |
|               |  | Frans Thijssen    |                           |
|               |  | Kick van der Vall |                           |
|               |  | Theo Pahlplatz    |                           |
|               |  | Jaap Bos          |                           |
|               |  | Jan Jeuring       | Werd van het veld gehaald |
|               |  | Johan Zuidema     |                           |
| Wisselspeler: |  |                   |                           |
|               |  | Arnold Mühren     | Werd in het veld gebracht |
| Trainer:      |  |                   |                           |
| Spitz Kohn    |  |                   |                           |

| KNVB Beker 1974/75           |
| ---------------------------- |
| FC Den Haag-ADO Tweede titel |